# Териън
„Териън“ е метъл група от град Упландс Весбю, Швеция. Стилът им се определя като оперен метъл.

## Биография
Групата е създадена през 1987 г. под името „Блицкриг“. През 1988 се преименуват на „Териън“ и правят няколко демо-записа, от 1989 групата носи днешното си име „Териън“, а през 1991 издават първия си албум – Of Darkness. Името им идва от гръцкото θηρίον, което означава „звяр“, като се има предвид звяра от Апокалипсиса. В началото започват като дет метъл банда, но след излизането на албума Beyond Sanctorum през 1992, постепенно започват да развиват стила си. С третия и четвъртия си албум, „Териън“ експериментират с музиката си. Те започват да включват оркестрални елементи, да използват хорове и класически инструменти не само като елементи, но и като съществена част.
Творчеството на „Териън“ черпи своето вдъхновение от митологията и се базира на мотиви от окултизма, магиите, античните традиции и писатели. Основната част от текстовете им са създадени от Томас Карлсон – шведски окултист, ръководител и създател на езотеричното общество, на което и Кристофър Джонсън е член.
През времето съставът на групата постоянно се мени, като днес единствено създателят на групата, Кристофър Джонсън, е останал от първоначалния им състав.
С албума си Theli окончателно променят стила си. В албума взимат участие оперни певци и хор. Албумът е силно повлиян от прогресив рока на 70-те.
Следващият им албум е Vovin. За записите му, за пръв път групата използва истински симфоничен оркестър. Албумът се продава в 125000 копия. Следващите им албуми, Deggial и Secret of the Runes, продължават да следват изграденият вече стил – перфектна комбинация между метъл и оперна музика.
През 2004 г. едновременно излизат следващите два албума на групата – Sirius B и Lemuria. В записите им участват 171 музиканти – солисти, хор и оркестър. Впоследствие Sirius B и Lemuria се превръщат в любими на множество фенове, които макар и значително по леки спрямо ранните албуми, се считат за класика.
На 12 януари 2007 г. излиза следващият им албум Gothic Kabbalah, той също е вдъхновен от ранните моменти на човешката цивилизация. Критиците го определят като албум със силно готик метъл влияние, като това не бива да ни учудва, защото „Териън“ са експериментатори по природа и все пак си остават основателите, и най-ярки представители на жанра симфоничен метъл.

## Настоящ състав
- Кристофър Джонсън (Christofer Johnsson) – китара
- Кристиан Видал (Christian Vidal) – китара
- Нейл Пелсон (Nalle Pählsson) – бас
- Йохан Колберг (Johan Koleberg) – барабани
- Томас Викстром (Thomas Vikström) – един куп вокали

## Дискография
- Paroxysmal Holocaust – 1989 (демо касета)
- Beyond The Darkest Veils Of Inner Wickedness – 1989 (демо касета)
- Time Shall Tell – 1990 (EP демо)
- Of Darkness... – 1990
- Beyond Sanctorum – 1991
- Symphony Masses – Ho Drakon Ho Megas – 1993
- Beauty in Black – 1995 (сингъл)
- Lepaca Kliffoth – 1995
- Siren of the Woods – 1996 (сингъл)
- Theli – 1996
- A'arab Zaraq – Lucid Dreaming – 1997
- Vovin – 1998
- Crowning of Atlantis – 1999
- Deggial – 2000
- Secret of the Runes – 2001
- Live in Midgård – 2002
- Sirius B – 2004
- Lemuria – 2004
- Gothic Kabbalah – 2007
- The Miskolc Experience – 2009
- Sitra Ahra – 2010
- Les Fleurs du Mal – 2012 (самиздат)
- Beloved Antichrist – 2018
- Leviathan – 2021
- Leviathan II – 2022
- Leviathan III – 2023